# Ella Suitiala
Ella Suitiala (ur. 17 grudnia 1989 w Espoo) – fińska snowboardzistka, specjalizująca się w konkurencji Half-pipe. Jak dotąd nie startowała na Igrzyskach Olimpijskich ani na Mistrzostwach Świata. Najlepsze wyniki w Pucharze Świata w snowboardzie osiągnęła w sezonie 2014/2015, kiedy to zajęła 4. miejsce w klasyfikacji generalnej (AFU), a w klasyfikacji slopestyle’a była 3.
Podczas swojego pierwszego startu w PŚ zdobyła trzecie miejsce w Half-pipie.

## Sukcesy

### Mistrzostwa świata
| Miejsce | Dzień       | Rok  | Miejscowość | Konkurencja | Zwycięzca       |
| ------- | ----------- | ---- | ----------- | ----------- | --------------- |
| DNS     | 18 stycznia | 2013 | Stoneham    | Slopestyle  | Spencer O’Brien |
| DNS     | 20 stycznia | 2013 | Stoneham    | Halfpipe    | Arielle Gold    |
| 20.     | 17 stycznia | 2015 | Kreischberg | Halfpipe    | Cai Xuetong     |
| 8.      | 21 stycznia | 2015 | Kreischberg | Slopestyle  | Miyabi Onitsuka |
| 9.      | 24 stycznia | 2015 | Kreischberg | Big air     | Elena Könz      |

### Puchar Świata

#### Miejsca w klasyfikacji generalnej
- - AFU[2]
- 2011/2012 – 12.
- 2012/2013 – 37.
- 2013/2014 – 21.
- 2014/2015 – 4.

#### Miejsca na podium
1. Ruka – 17 grudnia 2011 (half-pipe) – 3.miejsce
2. Szpindlerowy Młyn – 14 marca 2015 (Slopestyle) – 3. miejsce